# Điện Dương
Điện Dương is een xã in het district Điện Bàn, een van de districten in de Vietnamese provincie Quảng Nam.
Điện Dương ligt aan de kust van de Zuid-Chinese Zee. Điện Dương heeft ruim 11.000 inwoners op een oppervlakte van 15,64 km².